# Bargischow
Bargischow es un municipio situado en el distrito de Pomerania Occidental-Greifswald, en el estado federado de Mecklemburgo-Pomerania Occidental (Alemania), a una altitud de 4 metros. Su población a finales de 2016 era de 300 habs. y su densidad poblacional, 15 hab/km².
Se encuentra ubicado enfrente de la isla de Usedom.